# Fellsmere, Florida
Fellsmere är en stad (city) i Indian River County, i delstaten Florida, USA. Enligt United States Census Bureau har staden en folkmängd på 5 229 invånare (2011) och en landarea på 114 km².